# تپه شیرخان ۱
تپه شیرخان ۱ مربوط به دوران پیش از تاریخ ایران باستان تا دوران‌های تاریخی پس از اسلام است و در شهرستان صحنه، روستای شیرخان واقع شده و این اثر در تاریخ ۷ مهر ۱۳۸۱ با شمارهٔ ثبت ۶۴۴۰ به‌عنوان یکی از آثار ملی ایران به ثبت رسیده است.